# Liste der Staatsoberhäupter 275
Übersicht
◄◄ | ◄ | 271 | 272 | 273 | 274 | Liste der Staatsoberhäupter 275 | 276 | 277 | 278 | 279 | ► | ►►

Weitere Ereignisse

## Afrika
- Aksumitisches Reich
  - König: Endubis (ca. 270–ca. 300)

## Asien
- Armenien
  - sassanidischer Statthalter: Narseh (270–293)

- China
  - Norden und Südwesten
    - Kaiser: Jin Wudi (265–290)

  - Südosten
    - Kaiser: Sun Hao (264–280)

- Iberien (Kartlien)
  - König: Aspagur I. (265–284)

- Indien
  - Vakataka
    - König: Vindhyashakti (248–284)

- Japan (Legendäre Kaiser)
  - Kaiser: Ōjin (270–310)

- Korea
  - Baekje
    - König: Goi (234–286)

  - Gaya
    - König:  Mapum (259–291)

  - Goguryeo
    - König: Seocheon (270–292)

  - Silla
    - König: Michu (262–284)

- Sassanidenreich
  - Schah (Großkönig): Bahram I. (273–276)

## Europa
- Bosporanisches Reich
  - König: Rheskuporis IV. (242/243–275/276)
  - König: Sauromates IV. (275/276)
  - König: Teiranes (275/276–278/279)

- Römisches Reich
  - Kaiser: Aurelian (270–275)
  - Kaiser: Tacitus (275–276)
    - Konsul: Aurelian (275)
    - Konsul: Marcellinus (275)